# Castelrosso (Chivasso)
Castelrosso (Castelross in piemontese, pronuncia [kastel'rʊs]) è una frazione del comune di Chivasso, nella città metropolitana di Torino.
La sua fondazione risale alla fine del XV secolo quando le famiglie Margarita (guidata da Giò Margarita proveniente da Andorno Micca in provincia di Biella) e Berra (proveniente dall'Emilia-Romagna) crearono due zone chiamate rispettivamente Margarite(Cascine) e Berre.
Tra il XVII e il XVIII secolo avvenne l'unificazione di queste zone sotto il nome di "Contea di Castelrosso" con l'accorpamento anche delle cascine Poasso sotto la reggenza dei conti Margherio (divenuti successivamente le maschere carnevalesche della frazione).
La frazione comprende una stazione ferroviaria, un cimitero civile e uno militare ed ospita la scuola professionale fondata da monsignor Nicola Averono.

## Monumenti e luoghi d'interesse
Verso la metà del XVIII secolo, l'allora piccola chiesa di San Giovanni Battista non fu più adeguata alle necessità dell'accresciuta popolazione di Castelrosso e nel 1758 venne costruito il nuovo edificio, allora dipendente dalla parrocchia di Chivasso. Nel 1782, in seguito alle richieste avanzate alla curia di Ivrea e all'arcivescovo di Torino fu istituita in parrocchia.
La chiesa conserva un altare barocco in marmo e affreschi del XIX secolo. La neobarocca facciata dell'edificio è opera di Giuseppe Galli.

## Infrastrutture e trasporti
Nel territorio della frazione e sulla piazza della parrocchiale passa il tracciato storico della Via Francigena, proveniente da Chivasso e dirigentesi successivamente verso Torrazza Piemonte.